# Коста дел Азар
Коста дел Азар (шп. Costa del Azahar; срп. Обала поморанџиног цвета) је туристичко име обале у провинцији Кастељон у Валенсијанској покрајини која се састоји од 120 km плажа и увала.
Најпосећенија места су Винароз (кат. Vinaroz), Беникарло (кат. Benicarló), Пењискола (кат. Peñíscola), Оропеса дел Мар (кат. Oropesa del Mar), Беникасим (кат. Benicàssim), и Кастељо де ла Плана (кат. Castelló de la Plana), Сагунт (кат. Sagunt), Валенсија (кат. València), Куљера (шп. Cullera), Гандија (кат. Gandia), Денија (кат. Denia), и Чабија (кат. Xàbia).